# Cybocephalus indicus
Cybocephalus indicus is een keversoort uit de familie Cybocephalidae. De wetenschappelijke naam van de soort is voor het eerst geldig gepubliceerd in 2003 door Tian & Ramani.